# Ciriacremum kleinielloides
Ciriacremum kleinielloides är en insektsart som beskrevs av Jennifer L. Hollis 1976. Ciriacremum kleinielloides ingår i släktet Ciriacremum och familjen rundbladloppor.
Artens utbredningsområde är Angola. Inga underarter finns listade i Catalogue of Life.